# 고성이씨감동재사
고성이씨감동재사(古城李氏甘洞齋舍)는 경상북도 안동시, 안동민속박물관에 있다. 2013년 4월 9일 안동시의 문화유산 제77호로 지정되었다.